# Abundans cautela non nocet
Abundans cautela non nocet è un proverbio latino che tradotto letteralmente in italiano significa: "un eccesso di prudenza non nuoce", cioè la prudenza non è mai troppa.